# Astrephomene perforata
Astrephomene perforata (лат.) — пресноводный вид зелёных водорослей  семейства Гониевых (Goniaceae) порядка Хламидомонадовых (Chlamydomonadales). Обнаружен и описан в Японии.

## Описание
Ценобии яйцевидной или субсферической формы, содержащие 32, 64 (в основном) или 128 клеток, расположенных радиально по периферии студенистого матрикса. Содержат несколько соматических клеток небольшого размера (рулевые клетки) в задней части. Клетки почти сферические до почковидной формы, каждая содержит два жгутика равной длины, стигму, количество сократительных вакуолей 3—5, массивный чашевидный хлоропласт. Стигмы в клетках передней части крупнее, чем клетки в задней части. Каждый протопласт окаймлён студенистой оболочкой, а конститутивные клетки прикреплены или соединены слиянием или контактированием этих оболочек, образуя ценобий с полостью внутри. Клетки могут соединяться при помощи цитоплазматических мостиков. Бесполое размножение путём самообразования, каждая половая клетка ценобия, делясь, успешно формирует дочерный ценобий без цикла инверсии. Половое размножение — изогамия или анизогамия, гомоталлизм или гетероталлизм; зрелая зигота сферическая, с толстой коричневатой стенкой, иногда волнистой снаружи; прорастающая зигота обычно продуцирует простую зооспору, которая развивается в сферический ценобий, как и при бесполом размножении.